# آلفونسوی هفتم، پادشاه کاستیا و لئون
آلفونسوی هفتم که با لقب امپراتور نیز شناخته می‌شود، شاه گالیسیا از سال ۱۱۱۱ و پادشاه لئون و کاستیا از سال ۱۱۲۶ میلادی بود. او یکی از اعضای خاندان ایوریا و فرزند ریمون، کنت گالیسیا و اوراکا، ملکه لئون و کاستیا بود.